# Nossa Senhora do Remédio
Nossa Senhora do Remédio é um distrito do município brasileiro de Salesópolis, que integra a Região Metropolitana de São Paulo.

## História

### Formação administrativa
- Decreto nº 23.535 de 10/08/1954 - Cria a 2.ª subdelegacia de polícia na localidade conhecida pela denominação de Remédios, no distrito e município de Salesópolis[3].
- Distrito criado pela Lei n° 3.198 de 23/12/1981, com sede na povoação de Nossa Senhora dos Remédios e com território desmembrado do distrito de Salesópolis[4][5].

## Geografia

### Demografia

#### População urbana
| Crescimento população urbana | Crescimento população urbana | Crescimento população urbana | Crescimento população urbana |
| Censo                        | Pop.                         |                              | %±                           |
| ---------------------------- | ---------------------------- | ---------------------------- | ---------------------------- |
| 1980                         | 692                          |                              | —                            |
| 1991                         | 995                          |                              | 43,8%                        |
| 2000                         | 1 362                        |                              | 36,9%                        |
| 2010                         | 1 503                        |                              | 10,4%                        |
| Fonte: IBGE e Fundação SEADE |                              |                              |                              |

#### População total
Pelo Censo 2010 (IBGE) a população total do distrito era de 3 156 habitantes.

### Área territorial
A área territorial do distrito é de 66,566 km².

### Litígio
Pelo fato da sede do distrito estar localizada bem na divisa de Salesópolis com Biritiba Mirim, existe um impasse que vem ocorrendo desde 1990 sobre qual dos dois municípios o distrito pertenceria.
Apesar de oficialmente pertencer à Salesópolis, de acordo com o Instituto Geográfico e Cartográfico, responsável por demarcar as divisas municipais no estado de São Paulo, o distrito pertence, na verdade, a Biritiba Mirim. Mas no momento não é possível remarcar as divisas dos municípios, devido a legislação federal em vigor atualmente.

### Rodovias
O distrito localiza-se às margens da Rodovia Professor Alfredo Rolim de Moura (SP-88), bem na divisa com o município de Biritiba Mirim.

## Serviços públicos

### Registro civil
Feito na sede do município, pois o distrito não possui Cartório de Registro Civil das Pessoas Naturais.

### Saneamento
O serviço de abastecimento de água é feito pela Companhia de Saneamento Básico do Estado de São Paulo (SABESP).

### Energia
A responsável pelo abastecimento de energia elétrica é a EDP São Paulo, antiga Bandeirante Energia.

### Telecomunicações
O distrito era atendido pela Telecomunicações de São Paulo (TELESP), que inaugurou a central telefônica utilizada até os dias atuais. Posteriormente passou a ser atendido pela Companhia Telefônica da Borda do Campo, que em 1998 foi vendida para a Telefônica, sendo que em 2012 a empresa adotou a marca Vivo para suas operações.

## Religião
O Cristianismo se faz presente no distrito da seguinte forma:

### Igreja Católica
- A igreja faz parte da Diocese de Mogi das Cruzes[19].

### Igrejas Evangélicas
- Congregação Cristã no Brasil[20].